# Pork Chop Hill
Pork Chop Hill (br: Os Bravos Morrem de Pé) é um filme norte-americano de 1959, do gênero drama de guerra, dirigido por Lewis Milestone para a MGM, com roteiro baseado no livro homônimo do historiador militar S. L. A. Marshall, sobre uma batalha da Guerra da Coreia ocorrida em abril de 1953. 
O filme traz vários atores que se tornariam famosos no cinema e na televisão nos anos 1960 e 1970, como Woody Strode, Harry Guardino, Robert Blake, Norman Fell, Abel Fernandez, Gavin MacLeod, Harry Dean Stanton, and Clarence Williams III. Também foi a estreia nas telas de Martin Landau e George Shibata, que foi colega de classe na West Point Academy do verdadeiro Tenente Joe Clemons, consultor técnico do filme.

## Elenco
- Gregory Peck...tenente-comandante Joe Clemens
- Harry Guardino...Soldado Forstman
- Rip Torn...tenente Walter Russell
- George Peppard...cabo Chuck Fedderson
- James Edwards...cabo Jurgens
- Bob Steele...Kern
- Woody Strode...Franklen
- George Shibata...tenente O'Hasbi
- Norman Fell...sargento Coleman
- Carl Benton Reid...general americano
- Robert Blake...Velie
- Biff Elliot...Soldado Boven
- Viraj Amonsin...locutor chinês
- Martin Landau...Tenente Marshall
- Harry Dean Stanton (não creditado)

## Sinopse
Em abril de 1953, durante a Guerra da Coreia, duas companhias americanas da Infantaria com muitos soldados relutantes em participarem do que poderia vir a ser a "última batalha  da guerra", recuperam a colina tida como "insignificante" apelidada de "Pork Chop" (costeleta de porco), sobrepujando uma grande força da China Comunista ao custo de muitas perdas, enfrentamento de tiros, explosões, "fogo amigo" e luta corporal. Contudo, os chineses preparam um grande contra-ataque e o massacre dos americanos sobreviventes se torna iminente quando o comando responsável não envia reforços em uma estratégia arriscada durante as negociações de paz em Panmunjon.